# Kyōsuke Hamao
Kyōsuke Hamao (浜尾 京介 Hamao Kyōsuke?,  Tokio, Japón, 25 de junio de 1991) es un actor, modelo y cantante japonés retirado. Es conocido por sus papeles de Eiji Kikumaru en los musicales de The Prince of Tennis, Agri/Gosei Black en Tensō Sentai Goseiger y Takumi Hayama en la serie de películas de Takumi-kun Series. Hamao se retiró de la industria del entretenimiento en 2014.

## Biografía
Hamao nació el 25 de junio de 1991 en la ciudad de Tokio, Japón, como el segundo de tres hermanos. Desde su niñez deseaba convertirse en actor debido a que le gustaban las películas, los dramas televisivos y las presentaciones teatrales; comenzó a realizar actividades artísticas poco después de ingresar a la escuela secundaria. En diciembre de 2007, Hamao debutó como actor interpretando a Eiji Kikumaru en el musical de The Prince of Tennis, como parte de la cuarta generación de actores. Desde abril de 2008, también comenzó a aparecer de forma regular en el drama televisivo Gokusen. En 2009, protagonizó la película Takumi-kun Series 2: Niji Irō no Garasu; repitió este rol en otras tres adaptaciones de la franquicia en 2010 y 2011, respectivamente. En agosto de 2009 Hamao lanzó su primer sencillo, Kimi o Mitsuketai, mientras que en 2011 anunció el lanzamiento de un nuevo sencillo y un álbum. En 2010, interpretó a Agri / Gosei Black en la serie Tensō Sentai Goseiger.
El 24 de octubre de 2013 y, durante una transmisión en vivo en Niconico Video, Hamao anunció que se retiraría de la industria del entretenimiento en febrero de 2014. La razón de su retiro fue porque estaba preocupado por su futuro y desaba obtener un título profesional, revelando que tenía la intención de estudiar diseño de interior y moda.
El 28 de febrero de 2014, Hamao expresó en su blog oficial su aprecio hacia sus fanáticos y a todas las personas que lo apoyaban. El artículo recibió más de 2000 comentarios en un día. Hamao más tarde reveló que se trasladó a Nueva York para llevar a cabo sus estudios.

## Vida personal
En 2013, una revista sensacionalista afirmó que Hamao mantenía una relación con el también actor Daisuke Watanabe, con quien protagonizó las películas de Takumi-kun Series. Posteriormente surgieron rumores de que la publicación del artículo junto con detalles privados de ambos fue la causa de su eventual retiro de la industria del entretenimiento.

## Filmografía

### Televisión
- Gokusen 3 (2008, NTV) como Kyōsuke Terauchi
- Oretachi wa Tenshi da! No Angel No Luck (2009), episodio 6
- Tensō Sentai Goseiger (2010, TV Asahi) como Agri/Gosei Black
- Gal Basara: Sengoku Jidai wa Kengai Desu (2012, Mētele) como Yōhei

### Películas
- Gokusen Movie (2009) como Kyōsuke Terauchi
- Takumi-kun Series 2: Niji Irō no Garasu (2009) como Takumi Hayama
- Takumi-kun Series 3: Bibō no Detail (2010) como Takumi Hayama
- Takumi-kun Series 4: Pure (2010) como Takumi Hayama
- Takumi-kun Series 5: Ano, Hareta Aozora (2011) como Takumi Hayama
- Samurai Sentai Shinkenger vs. Go-onger: GinmakuBang!! como Gosei Black (voz)
- Tensō Sentai Goseiger: Epic on the Movie (2010) como Agri/Gosei Black
- Tensō Sentai Goseiger vs. Shinkenger: Epic on Ginmaku (2011) como Agri/Gosei Black
- Gokaiger Goseiger Super Sentai 199 Hero Great Battle (2011) como Agri/Gosei Black
- Gal Basara: Sengoku Jidai wa Kengai Desu (2011) como Yōhei
- Joshidaisei Kaiki Club (2012)
- Musashino-sen no Shimai (2012)
- Messiah Movie (2013) como Shusuke Shiba
- Our Kogen Hotel/Bokutachi no Kogen Hotel (2013) como Ayumu Aizawa
- Fumoukaigi - A Barren Conference (2014)
- Taekwondo Damashii: Rebirth (2014)
- Gakuen no Kuroba (2014) como Natsume-sensei

### Teatro
- The Prince of Tennis Musical: The Progressive Match Higa Chuu feat. Rikkai (2007-2008)
- The Prince of Tennis Musical: Dream Live 5th (2008)
- The Prince of Tennis Musical: The Imperial Presence Hyotei Gakuen feat. Higa Chuu (2008)
- The Prince of Tennis Musical: The Treasure Match Shitenhouji feat. Hyotei Gakuen (2008–2009)
- The Prince of Tennis Musical: Dream Live 6th (2009)
- Peacemaker (2011) como Souji Okita
- Angel Eyes (2011)
- Sengoku Basara 3 (2011) como Chosokabe Motochika
- Working!! (2012) como Souta Takanashi
- The Prince of a Wonderful Town (2012)
- The Prince of a Wonderful Town - Chapter 2 (2013)
- Messiah Stage (2013) como Shiba Shuusuke
- Fumoukaigi - A Barren Conference (2014)